# Anvéville
Anvéville är en kommun i departementet Seine-Maritime i regionen Normandie i norra Frankrike. Kommunen ligger i kantonen Ourville-en-Caux som tillhör arrondissementet Le Havre. År 2022 hade Anvéville 298 invånare.

## Befolkningsutveckling
Antalet invånare i kommunen Anvéville
| Referens: INSEE |